# 社會判斷理論
社會判斷理論（social judgment theory）是一个关于自我说服的理论，由穆扎弗·謝里夫、卡羅琳·謝里夫（)，以及卡尔·霍夫兰德（Carl Iver Hovland）三名心理学家提出。社会判断理论认为，人在接触新的信息时，会利用自己已有的态度对其进行感知和评价。根据这一理论，人在获取新的想法后会根据已有的立场，来决定是否认可这一想法。